# Believe myself
Believe myself（ビリーブ・マイセルフ）は、New Cinema 蜥蜴の3枚目のシングル。

## 内容
ytv制作・日本テレビ系『金田一少年の事件簿』第7期エンディングテーマ。最高順位は前作の『CaNDY LiFe』より落ちたが、最大のヒットシングルとなった。
ジャケットには、メンバーである川越英樹の数少ないアップ写真が映っている。

## 収録曲
全曲　作詞:舩木基有 作曲:岩井勇一郎 編曲:New Cinema 蜥蜴
1. Believe myself
2. EMOTION O'RAIN
3. Believe myself(inst.)